# بورگوارت هانزا ۱۵۰۰
بورگوارد هانسا ۱۵۰۰ (Borgward Hansa 1500) خودرویی است که در سال‌های October ۱۹۴۹ تا ۱۹۵۴تولید شده‌است.
طراحی آن خودروهای موتور جلو-محور عقب بوده طول آن در حالت طبیعی ۴٬۴۵۰ میلیمتر (۱۷۵ اینچ)، عرض آن در حالت طبیعی ۱٬۶۲۰ میلیمتر (۶۴ اینچ)، ارتفاع آن در حالت طبیعی ۱٬۵۶۰ میلیمتر (۶۱ اینچ) و وزن آن در حالت طبیعی ۱٬۱۲۰ کیلوگرم (۲٬۴۷۰ پوند) است. سیستم جعبه‌دندهٔ آن به صورت دستی است.